# Michał Braun
Michał Jerzy Braun (ur. 5 marca 1985 w Kielcach) – polski polityk, urzędnik, działacz społeczny i samorządowy.

## Życiorys
W 2004 roku ukończył I Liceum Ogólnokształcące im. Stefana Żeromskiego w Kielcach. Uzyskał tytuł magistra na kierunku europeistyka na Uniwersytecie Warszawskim (2010). Został też absolwentem Akademii Managerów III Sektora Collegium Civitas, 26. Szkoły Liderów Politycznych oraz Pracowni Samorządowej Fundacji Batorego. W ramach programu Erasmus studiował także na Uniwersytecie Karola w Pradze. W 2021 wziął udział w programie Young Elected Politicians Europejskiego Komitetu Regionów.
Prowadził działalność wolontariacką m.in. w Indiach i w Boliwii oraz organizacjach równościowych w USA. Koordynował projekty dotyczące pracy z młodzieżą i demokracji lokalnej. W ramach współpracy z Komisją Europejską oceniał wnioski w programach edukacyjnych, takich jak Erasmus+ oraz Fundusz Azylu, Migracji i Integracji (AMIF). Współpracował z Fundacją Rozwoju Systemu Edukacji oraz organizacjami wspierającymi ekonomię społeczną i organizacje pozarządowe. W latach 2010–2015 był dyrektorem Centrum Wolontariatu w Kielcach. W latach 2011–2014 był wiceprzewodniczącym zarządu Polskiej Rady Organizacji Młodzieżowych, a w 2015 członkiem zarządu Ogólnopolskiej Federacji Organizacji Pozarządowych. Zasiadał również w Radzie Programowej Radia Kielce S.A. oraz Komitecie Monitorującym Regionalny Program Operacyjny Województwa Świętokrzyskiego.
W wyborach samorządowych w 2010 bezskutecznie kandydował do kieleckiej rady miasta z ramienia Platformy Obywatelskiej. Następnie zaangażował się w działalność założonego przez Ryszarda Petru stowarzyszenia NowoczesnaPL, a później partii Nowoczesna, z listy której bez powodzenia ubiegał się o mandat poselski w wyborach parlamentarnych w 2015 (uzyskał 3301 głosów). W sierpniu 2016 wystąpił z tego ugrupowania. W grudniu tego samego roku objął funkcję pełnomocnika ds. społeczeństwa obywatelskiego w tzw. gabinecie cieni PO. Został członkiem tej partii i zaangażował się w działalność jej think tanku Instytutu Obywatelskiego. W wyborach samorządowych w 2018 uzyskał mandat radnego rady miasta Kielce z listy Koalicji Obywatelskiej. W wyborach parlamentarnych w 2019 ponownie bezskutecznie kandydował do Sejmu (uzyskał 1692 głosy). Jego kandydaturę poparły oficjalnie m.in. Janina Ochojska i Róża Thun. W kwietniu 2021 objął funkcję przewodniczącego klubu radnych KO w kieleckiej radzie miasta.
Od stycznia do marca 2024 zatrudniony był w Kancelarii Prezesa Rady Ministrów jako główny koordynator w zespole obsługi merytorycznego minister ds. społeczeństwa obywatelskiego Agnieszki Buczyńskiej, która w styczniu tego samego roku powołała go także na funkcję członka Rady Działalności Pożytku Publicznego (RDPP) oraz przewodniczącego Rady Narodowego Instytutu Wolności – Centrum Rozwoju Społeczeństwa Obywatelskiego (NIW–CRSO). W marcu 2024 został p.o. dyrektora, a trzy miesiące później objął stanowisko dyrektora NIW–CRSO. W listopadzie 2024 objął także funkcję współprzewodniczącego RDPP.

## Życie prywatne
Jest synem polityka i dziennikarza Juliusza Brauna oraz bratankiem reżysera Kazimierza Brauna i kuzynem polityka Grzegorza Brauna.

## Nagrody i wyróżnienia
Był finalistą konkursów EDUinspirator oraz Innovation in Politics Award.